# تصويت بالرحيل
التصويت بالرحيل عبارة عن ترك المكان الذي يكره المقام فيه إلى ما لا يكره فيه. ويرى البعض أنه وسيلة لتوسيع الحرية السياسة واختيار نظام الحكم الذي يستحسنون العيش في ظله.